# Field Songs
Field Songs je páté sólové studiové album amerického hudebníka Marka Lanegana, vydané v květnu 2001 u vydavatelství Beggars Banquet Records. Produkovali jej John Agnello a Martin Feveyear. Mezi hudebníky, kteří se na albu podíleli, patří například Duff McKagan ze skupiny Guns N' Roses či Laneganova manželka Wendy Rae Fowler.

## Seznam skladeb
| Pořadí | Název                | Autor                       | Délka |
| ------ | -------------------- | --------------------------- | ----- |
| 1.     | One Way Street       | Mark Lanegan                | 4:18  |
| 2.     | No Easy Action       | Lanegan                     | 4:01  |
| 3.     | Miracle              | Lanegan                     | 1:58  |
| 4.     | Pill Hill Serenade   | Lanegan                     | 3:27  |
| 5.     | Don't Forget Me      | Lanegan                     | 3:13  |
| 6.     | Kimiko's Dream House | Lanegan, Jeffrey Lee Pierce | 5:26  |
| 7.     | Resurrection Song    | Lanegan                     | 3:33  |
| 8.     | Field Song           | Lanegan                     | 2:19  |
| 9.     | Low                  | Lanegan                     | 3:13  |
| 10.    | Blues for D          | Lanegan, Ben Shepherd       | 3:36  |
| 11.    | She Done Too Much    | Lanegan                     | 1:28  |
| 12.    | Fix                  | Lanegan                     | 5:47  |

## Obsazení
- Mark Lanegan – zpěv, kytara
- John Agnello – zobcová flétna, zpěv
- Mark Boquist – bicí
- Allen Davis – kytara, baskytara
- Martin Feveyear – varhany, zobcová flétna, zpěv
- Chris Goss – syntezátory, zpěv
- Mark Hoyt – zpěv
- Mike Johnson – kytara, varhany, klavír, doprovodné vokály
- Duff McKagan – bicí
- Wendy Rae Fowler – zpěv
- Brett Netson – kytara
- Keni Richards – bicí, klavír, mellotron
- Bill Rieflin – bicí
- Ben Shepherd – kytara, baskytara, klavír, zpěv